# Ловдунги
Ловдунги — легендарная королевская династия, упоминающаяся в ряде произведений средневековой исландской литературы. Её представители считаются предками по женской линии Сигурда Убийцы Фафнира, а через него — объединителя Норвегии Харальда Прекрасноволосого.
Авторы «Младшей Эдды» и «Как заселялась Норвегия» называют основателем династии Ловди, сына легендарного правителя Хальвдана Старого, и пишут, что Ловди завоевал Рейдготаланд и правил там. «Его сыновьями были морской конунг Скеккиль и Скюли, отец Эгдира, отца Хьяльмтера, отца Эйлими, отца Хьёрдис, матери Сигурда Убийцы Фафнира, отца Аслауг, матери Сигурда Змей в Глазу, отца Аслауг, матери Сигурда Оленя, отца Рагнхильд, матери Харальда Прекрасновосого».Согласно «Саге о Вёльсунгах», Эйлими Ловдунг погиб вместе со своим зятем Сигмундом в бою с конунгом Люнгви, до этого безуспешно претендовавшим на руку Хьёрдис.
Ловдунги — это также поэтический эпитет, использовавшийся как синоним понятий «конунг», «князь», «вождь». Например, «Сага о Хальве и воинах Хальва» говорит о заглавном герое: «Выстраивал своё наипрекраснейшее войско ловдунг, пока был жив». Исследователи полагают, что имя Ловди было выдумано средневековыми авторами, чтобы объяснить название династии.